# Pingdong (socken i Kina, Guangxi)
Pingdong (kinesiska: 平洞乡, 平洞) är en socken i Kina. Den ligger i den autonoma regionen Guangxi, i den södra delen av landet, omkring 200 kilometer nordväst om regionhuvudstaden Nanning.
Genomsnittlig årsnederbörd är 1 775 millimeter. Den regnigaste månaden är juni, med i genomsnitt 345 mm nederbörd, och den torraste är februari, med 29 mm nederbörd.